# Lygippulus scaber
Lygippulus scaber is een hooiwagen uit de familie Assamiidae.